# Robert Anton Wilson

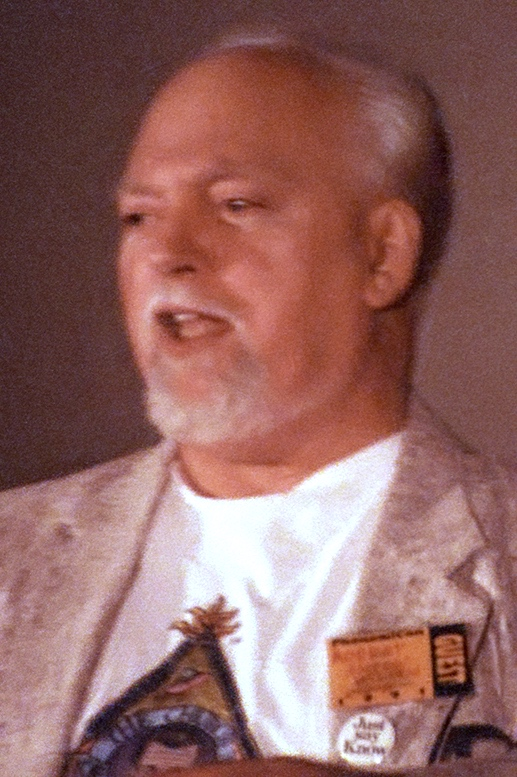
Robert Anton Wilson (1991)

Robert Anton Wilson (eigentlich Robert Edward Wilson; * 18. Januar 1932 in Brooklyn; † 11. Januar 2007 in Capitola bei Santa Cruz, Kalifornien) war ein US-amerikanischer Bestsellerautor und Anarchist. Berühmt wurde er unter anderem durch seine Romantrilogie Illuminatus!.

## Leben
Robert Edward Wilson wurde am 18. Januar 1932 in Brooklyn als Sohn von John Joseph und Elizabeth Wilson geboren. In seiner Kindheit erkrankte er an Kinderlähmung, wurde jedoch mit der damals von der American Medical Association nicht anerkannten Methode von Elizabeth Kenny geheilt. Wie Wilson mehrfach berichtete, war das für ihn der erste Vorfall, der ihn an Autoritäten zweifeln und auch alternativen, nicht anerkannten Heilmethoden vertrauen ließ. Die Krankheit soll ein Grund dafür gewesen sein, dass er später nicht zum Koreakrieg eingezogen wurde, da er leicht hinkte.
Wilsons Eltern schickten ihn auf eine katholische Grundschule. Seine Schulzeit dort war durch äußerst strenge Unterrichtsmethoden und Prügelstrafen geprägt. 1946 überzeugte er seine Eltern, ihn auf eine öffentliche, mathematisch-naturwissenschaftliche Schule zu schicken. Dort fing er an, all die Autoren zu lesen, vor denen ihn die Nonnen auf seiner vorherigen Schule gewarnt hatten: Charles Darwin, Thomas Paine, Robert G. Ingersoll, Henry L. Mencken und Friedrich Nietzsche. Als Jugendlicher schloss er sich einer trotzkistischen Gruppierung an, die er nach einem Jahr verließ, als ihm deren Dogmatismus nicht weniger absurd erschien als der der Kirche. Nicht weniger enttäuscht wurde er von Ayn Rands Philosophie, der er sich danach zugewandt hatte.
In den 1950er Jahren studierte Wilson am Brooklyn Polytechnic Institute Elektroingenieurwesen und schrieb seine ersten Geschichten, die jedoch nie veröffentlicht wurden. Später wechselte er sein Hauptfach und studierte Mathematik. Er verbrachte viel Zeit in Jazz-Bars, hatte eine Beziehung mit einer Afroamerikanerin und begann, Cannabis zu rauchen. Um mit den Konflikten fertig zu werden, die aus seiner katholischen Erziehung herrührten, unterzog er sich mehrmals einer psychoanalytischen Behandlung; ein Therapeut aus der Schule Wilhelm Reichs heilte ihn von chronischen Kopfschmerzen.
1956 hielt Wilson seinen ersten öffentlichen Vortrag über Wissenschaft, Pseudowissenschaft und Science Fiction an der New York Academy of Sciences. Angeblich saß auch seine spätere Frau Arlen Riley im Publikum. Er traf sie jedoch erst zwei Jahre später und heiratete sie kurz darauf. Weitere Einflüsse, die auf Wilson in den 1950er Jahren wirkten, waren Richard Buckminster Fuller und der Zen-Buddhismus, mit dem ihn sein Freund Alan Watts vertraut machte.
In den frühen 1960ern begann er mit psychedelischen Drogen zu experimentieren. Zunächst probierte er Peyote aus. Zu dieser Zeit lebte er mit seiner Familie in einer alten Sklavenhütte in den Wäldern außerhalb von Yellow Springs, Ohio. Den Lebensunterhalt verdiente Wilson mit verschiedenen Anstellungen als Redakteur, bis er schließlich 1965 Leserbriefredakteur beim Playboy wurde. Diese Briefe, insbesondere die in ihnen enthaltenen höchst unterschiedlichen Verschwörungstheorien, lieferten ihm und seinem Arbeitskollegen Robert Shea viel Inspiration für die Illuminatus!-Trilogie, an der sie zusammen schrieben. Für seine Schriften übernahm Robert Wilson als zweiten Vornamen den seines Großvaters mütterlicherseits, Anton, da er sich seinen eigentlichen Namen Robert Edward Wilson zunächst für zukünftige literarische Meisterwerke aufsparen wollte. Robert Anton Wilson (kurz RAW) wurde jedoch bald sein Erkennungszeichen in der Literaturszene.
1964 traf er bei seiner Arbeit Timothy Leary, mit dem er sich anfreundete und mit dem er im Jahr 1978 Neuropolitics veröffentlichte. Dieses Werk verhalf ihm zum Durchbruch. Mitte der 1960er begegnete er William S. Burroughs, der ihn auf die seltsamen Synchronizitäten mit der Zahl 23 aufmerksam machte, die auch in verschiedenen Büchern Wilsons verarbeitet sind. Während seiner Zeit beim Playboy nahm er Kontakt zu Kerry Thornley auf, einem der Gründer des Diskordianismus. Er schrieb einige Artikel für dessen Magazin New Libertarian. 1968 wurden Wilson und Robert Shea bei Protestkundgebungen am Rande der Democratic National Convention mit Tränengas beschossen. Zu dieser Zeit waren sie dabei, Illuminatus! zu überarbeiten. Die Erlebnisse des Parteitags wurden in das Buch eingebaut.
1971 kündigte Wilson seinen Job beim Playboy, um sich ernsthafter dem Schreiben widmen zu können. Als seine Ersparnisse nach einem Jahr aufgebraucht waren, musste die Familie zwei Jahre von Sozialhilfe leben. Erst ab 1974 verdiente Wilson mit dem Schreiben genug Geld für seinen Lebensunterhalt. Illuminatus! wurde 1975 veröffentlicht. Der Verlag lehnte jedoch eine vollständige Veröffentlichung des Werks ab. Dies führte zu einem Kampf zwischen Wilson und dem Verlag. Schließlich setzte sich der Verlag durch, und es erschien lediglich eine gekürzte Fassung.
Am 3. Oktober 1976 wurde Patricia Luna, die Tochter der Wilsons, bei einem Raubüberfall erschlagen.
1982 bis 1988 lebten die Wilsons in Irland. Sie kehrten den Vereinigten Staaten den Rücken, um einerseits gegen Ronald Reagans Präsidentschaft zu protestieren, aber auch, um sich in ihrer neuen Heimat mit ihren irischen Wurzeln zu beschäftigen. Als die Wilsons später 1988 nach Kalifornien zurückkehrten, entdeckte Wilson seine Liebe zum Film. Seine Werke aus dieser Zeit beschäftigen sich oft mit den Filmen von Stanley Kubrick und Orson Welles.
Mitte der 1990er Jahre zogen Wilson und Arlen nach Capitola, nahe Santa Cruz, Kalifornien. Dort starb Arlen am 22. Mai 1999. In den folgenden Jahren litt Wilson am Post-Polio-Syndrom. Die Krankheit band ihn an den Rollstuhl. Nach einiger Zeit stellte sich jedoch eine Linderung der Symptome in dem Maße ein, dass er schließlich wieder gehen konnte. Wilson führte dies auf seinen Konsum von Cannabis zurück. Deshalb setzte er sich für die Entkriminalisierung der Cannabis-Anwendung ein. Er setzte seine Vortragstätigkeit fort und veröffentlichte weiterhin Bücher.
Im Oktober 2006 starteten prominente US-Blogger und Fans einen Spendenaufruf für Wilson, der wegen der hohen Kosten für die medizinische Versorgung verarmt war und sein Haus hätte verkaufen müssen. Die Aktion brachte 68.000 Dollar ein. Wilson starb am 11. Januar 2007 nach längerer Krankheit an den Folgen des wiedergekehrten Post-Polio-Syndroms. Seine Asche wurde, ebenso wie zuvor die seiner Frau, vom Santa Cruz Beach Boardwalk herunter verstreut.

## Themen
Inhaltlich pflegte Wilson ein breites Themenspektrum aus der Quantenmechanik, der Drogen-Subkultur und der Welt der Geheimbünde. Sein immer wiederkehrendes Thema ist dabei die Relativität der Wahrheit und der Grenzbereich zwischen Rauschzuständen und mystischen Erfahrungen. Dies brachte auch ein Interesse an solchen Phänomenen mit sich, die sich in das bestehende Wissenssystem nicht einordnen lassen. Er betonte oft, sich auf Alfred Korzybski berufend, dass unsere Vorstellungen von der Welt nur eine Annäherung an diese darstellen. Er warb daher stets für eine Form von grundsätzlichem Agnostizismus, die er als „Modellagnostizismus“ bezeichnete: „My goal is to try to get people into a state of generalized agnosticism, not agnosticism about God alone, but agnosticism about everything.“ Dieser sollte unter anderem Menschen bei ihrer „Selbst-Programmierung“ hin zu größerer Bewusstheit und Freiheit unterstützen. Eines seiner Mittel war die Erschütterung vertrauter Weltbilder. Vieles in seinen Büchern dient der Verunsicherung des Lesers. Er versuchte, seinen Lesern ein grundsätzliches Misstrauen gegenüber allen vermeintlichen Autoritäten, seine eigenen Ideen eingeschlossen, nahezubringen.
Schon in den 1980ern entwarf Wilson Ideen zu einem heute immer breiter diskutierten bedingungslosen Grundeinkommen, wobei er als Endstufe „große Investitionen auf dem Gebiet der Erwachsenenbildung“ vorschlug. Er sah auch das Internet als eines der bedeutendsten Werkzeuge zur Weiterentwicklung der menschlichen Intelligenz an. Wer einer solchen Menge sich widersprechender Signale ausgesetzt ist, müsse früher oder später beginnen, selbst zu denken, so folgerte er mit Augenzwinkern.
Wilson vertrat Learys „8-Schaltkreise-Modell“ und schrieb über dieses auch eine Dissertation an einer alternativen Universität, die er, in überarbeiteter Fassung, später unter dem Titel Prometheus Rising veröffentlichte.
Wilson beschäftigte sich auch mit politischen Verschwörungen und Verschwörungstheorien, erfand selbst einige – satirische – Verschwörungen und förderte die Pseudo-Religionen Diskordianismus und Church of the SubGenius sowie die Operation Mindfuck. Er sah mit großem Vergnügen, dass diese Dinge schnell ein starkes, besonders in der Internetkultur verbreitetes Eigenleben entfalteten. Zur Beschreibung von Kommunikationsproblemen in Hierarchien benutzte er den Begriff des Snafu-Prinzips. Die Nihilistische Anarchistenhorde (NAH) entstammt den Büchern von Robert Anton Wilson. Die N.A.H. verteilte unter anderem Bastelbögen zum Bau von Atombomben und machte durch Sprüche wie „Hupen Sie, wenn Sie bewaffnet sind!“ auf sich aufmerksam.
Eine weitere Zielscheibe seines Spotts war das Committee for the Scientific Investigation of Claims of the Paranormal (CSICOP), das Wilson für „eine der derzeit dogmatischsten, fanatischsten und kreuzzüglerischsten atheistischen Religionen“ hielt. Wilsons Antwort auf die Skeptikerbewegung war das Committee for Surrealist Investigation of Claims of the Normal (CSICON), das eine Million irische Pfund jedem anbietet, der irgendetwas „Normales“, „Durchschnittliches“ oder „Gewöhnliches“ vorweisen kann. Timothy F. X. Finnegan, der angebliche Gründer der CSICON, ist gleichzeitig auch der Erfinder der „Patapsychologie“, Wilsons Hommage an Alfred Jarrys ’Pataphysik.
Zu Wilsons literarischen Helden gehören neben Friedrich Nietzsche unter anderem Aleister Crowley und Charles Fort. Stilistisch pflegte er das Erbe von James Joyce und William S. Burroughs. Zusammen mit Robert Shea wurde er für die Romantrilogie Illuminatus! 1986 in die Prometheus Hall of Fame aufgenommen.

## Werke
Robert Anton Wilson hat sowohl fiktionale Texte als auch Sachtexte veröffentlicht. Da er jedoch auch häufig beide Arten miteinander kombinierte, ist eine getrennte Aufzählung hier nicht möglich.

### Cosmic Trigger
- Cosmic Trigger: The Final Secret of the Illuminati. And/Or Press 1977, ISBN 0-915904-29-2
  - Cosmic Trigger. Die letzten Geheimnisse der Illuminaten oder an den Grenzen des erweiterten Bewusstseins. Sphinx-Verlag, Basel 1979, Übersetzer Dieter A. Hagenbach u. René Taschner, ISBN 3-85914-201-1; Rowohlt, Reinbek 1985, ISBN 3-499-15649-0.
- Cosmic Trigger Volume II: Down to Earth., New Falcon Publications 1991, ISBN 978-1-56184-011-3
  - Cosmic Trigger. Teil 2: Down To Earth. Phänomen-Verlag, Neuenkirchen 2006, Übersetzerin Susanne Fendler, ISBN 3-933321-96-4.
- Cosmic Trigger Volume III: My Life After Death.  New Falcon Publications 1995, ISBN 978-1-56184-110-3
  - Cosmic Trigger. Teil 3: Mein Leben nach dem Tod. Phänomen-Verlag, Neuenkirchen 2007, Übersetzerin Susanne Fendler, ISBN 3-933321-96-4.

### Illuminatus

#### Die Illuminatus-Trilogie / The Illuminatus Trilogy
Mit Robert Shea. Alle übersetzt von Udo Breger.
- The Eye in the Pyramid, Dell 1975, OCLC 1836459
  - Das Auge in der Pyramide. Sphinx-Verlag, Basel 1977, ISBN 3-85914-123-3
- The Golden Apple, Dell 1975, OCLC 2015320
  - Der goldene Apfel. Sphinx-Verlag, Basel 1978, ISBN 3-85914-124-2
- Leviathan, Dell 1975, OCLC 1996643
  - Leviathan. Sphinx-Verlag, Basel 1978, ISBN 3-85914-125-2

#### Illuminati
- The Illuminati Papers. And/Or Press 1980, ISBN 0-915904-52-7
  - Die Illuminati-Papiere. Sphinx-Verlag, Basel 1981, Übersetzer René Taschner, ISBN 3-85914-606-8; Rowohlt, Reinbek 1983, ISBN 3-499-15191-X.
- Masks of the Illuminati, Timescape / Pocket Books 1981, ISBN 0-671-82585-2
  - Masken der Illuminaten. Sphinx-Verlag, Basel 1983, Übersetzerin Pociao, ISBN 3-85914-411-1; Rowohlt, Reinbek 1986, ISBN 3-499-15764-0.

#### Die Illuminaten-Chroniken / The Historical Illuminatus Chronicles
- The Earth Will Shake. Jeremy P. Tarcher / Houghton Mifflin 1982, ISBN 0-87477-211-7
  - Und die Erde wird beben. Sphinx, Basel 1987, Übersetzerin Pociao, ISBN 3-85914-418-9; Rowohlt, Reinbek 1989, ISBN 3-499-15994-5.
- The Widow’s Son. Bluejay Books 1985, ISBN 0-312-94457-8
  - Der Sohn der Witwe. Sphinx, Basel 1987, Übersetzerin Pociao, ISBN 3-85914-418-9; Rowohlt, Reinbek 1992, ISBN 3-499-12976-0.
- Nature’s God. Roc / New American Library 1991, ISBN 0-451-45059-0
  - Der Schöpfer. Sphinx, Basel 1992, Übersetzerin Pociao, ISBN 3-85914-430-8.

### Schrödingers Katze / Schrödinger’s Cat
- The Universe Next Door. Pocket Books 1979, ISBN 0-671-82114-8
  - Das Universum nebenan. Sphinx-Verlag, Basel 1981, Übersetzerin Pociao, ISBN 3-85914-406-5.
- The Trick Top Hat. Pocket Books 1981, ISBN 0-671-82118-0
  - Der Zauberhut. Sphinx-Verlag, Basel 1982, Übersetzerin Pociao, ISBN 3-85914-407-3.
- The Homing Pigeons. Pocket Books 1981, ISBN 0-671-82119-9
  - Die Brieftauben. Sphinx-Verlag, Basel 1982, Übersetzerin Pociao, ISBN 3-85914-408-1.

### Einzelwerke
- Sex and Drugs: A Journey Beyond Limits. Falcon Press 1973, ISBN 0-671-16196-2
- The Sex Magicians. Sheffield House 1973, OCLC 17352359
- Playboy’s Book of Forbidden Words. Playboy Press 1974, OCLC 1103817932
- Wilhelm Reich in Hell. Falcon Press 1987, OCLC 26971771 (mit Christopher S. Hyatt und Donald Holmes)
  - Website der Bühnenaufführung, 2006
- Natural Law or Don’t Put a Rubber on Your Willy. Breakout Productions 1987, ISBN 0-915179-61-X
- Coincidance.  New Falcon Publications 1988, ISBN 1-56184-004-1
  - Coincidance. Tanz des Zufalls. Ein Head-Test. Phänomen-Verlag, Neuenkirchen 2008, Übersetzer Carsten Neumark, ISBN 978-3-933321-77-0.
- Semiotext(e) SF. Autonomedia 1989, ISBN 0-936756-43-8 (mit Rudy Rucker & Peter Lamborn Wilson (Hrsg.)
- Reality Is What You Can Get Away With: An Illustrated Screenplay. Dell 1992, ISBN 0-440-50332-9
- Chaos and Beyond: The Best of Trajectories. Permanent 1994, ISBN 1-886404-00-3
- The Walls Come Tumbling Down: The Man Who Murdered God. New Falcon Publications 1996, ISBN 1-56184-091-2
- Beyond Chaos and Beyond: The Best of Trajectories, Vol. II. The Impermanent Press 2019, ISBN 978-1-886404-30-4

### Ausschließlich Sachliteratur
- The Book of the Breast. 1974; überarbeitete Neuausgabe: Ishtar Rising. New Falcon Publicationsv 1989, ISBN 0-941404-83-8
- Neuropolitics. Starseed/Peace Press 1977, ISBN 0-915238-18-7 (mit Timothy Leary & George Koopman); überarbeitete Neuausgabe: Neuropolitique. 1988
- Right Where You Are Sitting Now. 1983
  - Ist Gott eine Droge oder haben wir sie nur falsch verstanden und weitere Spielereien zwischen Gegenwart und Zukunft. Sphinx-Verlag, Basel 1984, Übersetzer  Peter Hübner, ISBN 3-85914-618-1; Rowohlt, Reinbek 1987, ISBN 3-499-15854-X.
- Prometheus Rising. New Falcon Publications 1983, ISBN 0-941404-19-6
  - Der neue Prometheus. Die Evolution unserer Intelligenz. Sphinx-Verlag, Basel 1985, Übersetzerin Pociao, ISBN 3-85914-220-8; Rowohlt, Reinbek 1987, ISBN 3-499-18350-1.
- The New Inquisition. Falcon Press 1986, ISBN 0-941404-49-8
  - Die neue Inquisition. Irrationaler Rationalismus und die Zitadelle der Wissenschaft. Zweitausendeins, Frankfurt 1992, Übersetzerin Pociao, DNB 920676790
- Everything Is Under Control. Conspiracies, Cults, and Cover-ups. Pan Books 1999, ISBN 0-330-38994-7 (mit Miriam Joan Hill)
  - Lexikon der Verschwörungstheorien. Verschwörungen, Intrigen, Geheimbünde. Eichborn, Frankfurt 2000, ISBN 3-8218-1595-7; Piper, München 2002, ISBN 3-492-23389-9.[18]
- Sex, Drugs & Magick, New Falcon Publications 2000, ISBN 1-56184-001-7
- TSOG: The Thing That Ate the Constitution. New Falcon Publications 2002, ISBN 1-56184-169-2
- Email to the Universe. New Falcon Publications 2005, ISBN 1-56184-194-3
  - Email ans Universum und andere Bewusstseinserweiterungen. Phänomen-Verlag, Neuenkirchen 2008, Übersetzer Nikolai Zipplies, ISBN 978-3-933321-78-7.
- Quantum Psychology. New Falcon Publications 2011, ISBN 978-1-56184-071-7

## DVD
- Maybe Logic. The Lives and Ideas of Robert Anton Wilson. 2003 (Website)